# Lumumba Di-Aping
Lumumba Stanislaus-Kaw Di-Aping ist ein sudanesischer Diplomat und war Chefunterhändler der Gruppe der 77 der Entwicklungsländer bei der UN-Klimakonferenz in Kopenhagen 2009.
Dem britischen Guardian zufolge hat er an der University of Oxford studiert und Schulungen bei McKinsey absolviert.
Di-Aping war ausgesprochen kritisch gegenüber dem sogenannten „Danish Text“, einer Kompromissformulierung auf der Klimakonferenz 2009, welche den Entwicklungsländern geringere Verschmutzungsrechte zugestanden hätte.
Bei einem Treffen der afrikanischen Delegierten bezeichnete er die Kompromissformel als Selbstmordabkommen. Auf der Konferenz machte er die Weigerung der afrikanischen Länder und Chinas zu Kompromissvorschlägen deutlich und verglich die vorgeschlagene Einigung mit dem Holocaust, was erhebliches Aufsehen und Empörung hervorrief. Presseangaben zufolge wäre aus UN-Kreisen Di-apings Angriff auf das Kompromisspapier als ein klassischer Fall von Der Fuchs und die sauren Trauben beschrieben worden. Di-aping sei schlicht das Sprachrohr des umstrittenen sudanesischen UN Unterhändlers Abdalmahmood Mohamad, der sich anlässlich des Darfur-Konflikts und der dort begangenen Verbrechen unter anderem mit dem früheren britischen UN-Vertreter Robert John Sawers und nachmaligen Geheimdienstchef angelegt habe.